# 추력편향

추력편향

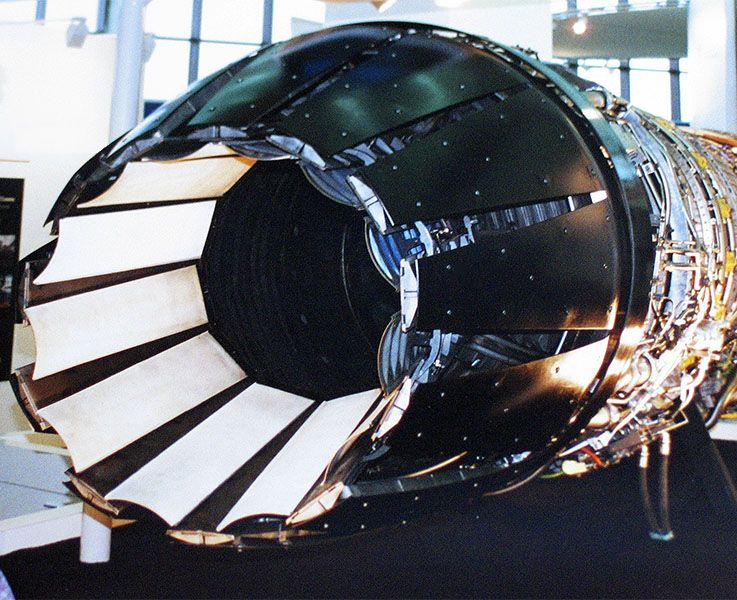
추력편향 노즐

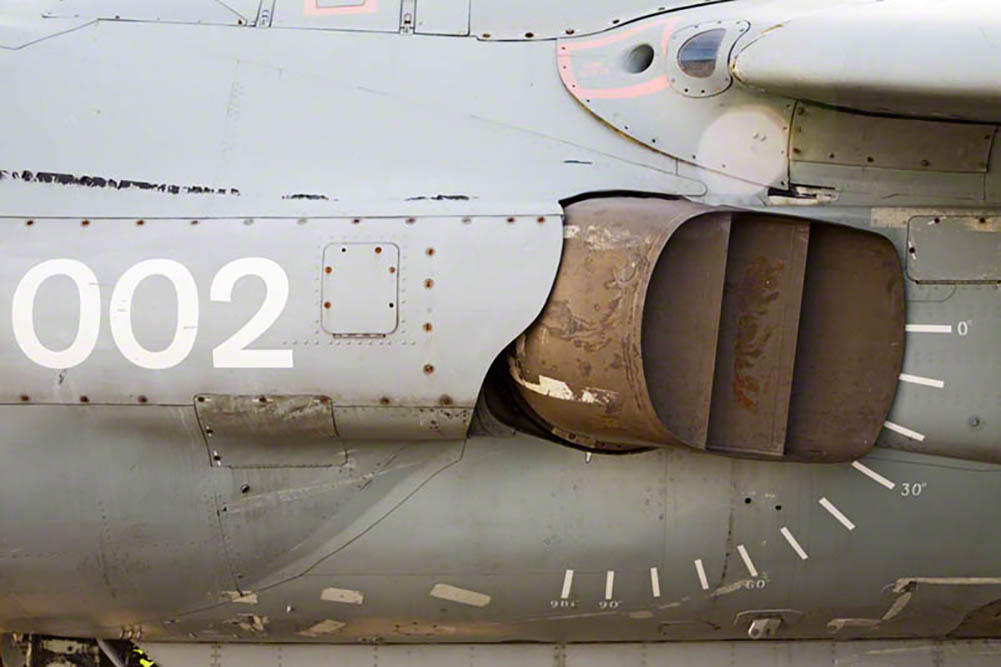
시해리어의 배기 노즐. 각도가 표시되어 있다.

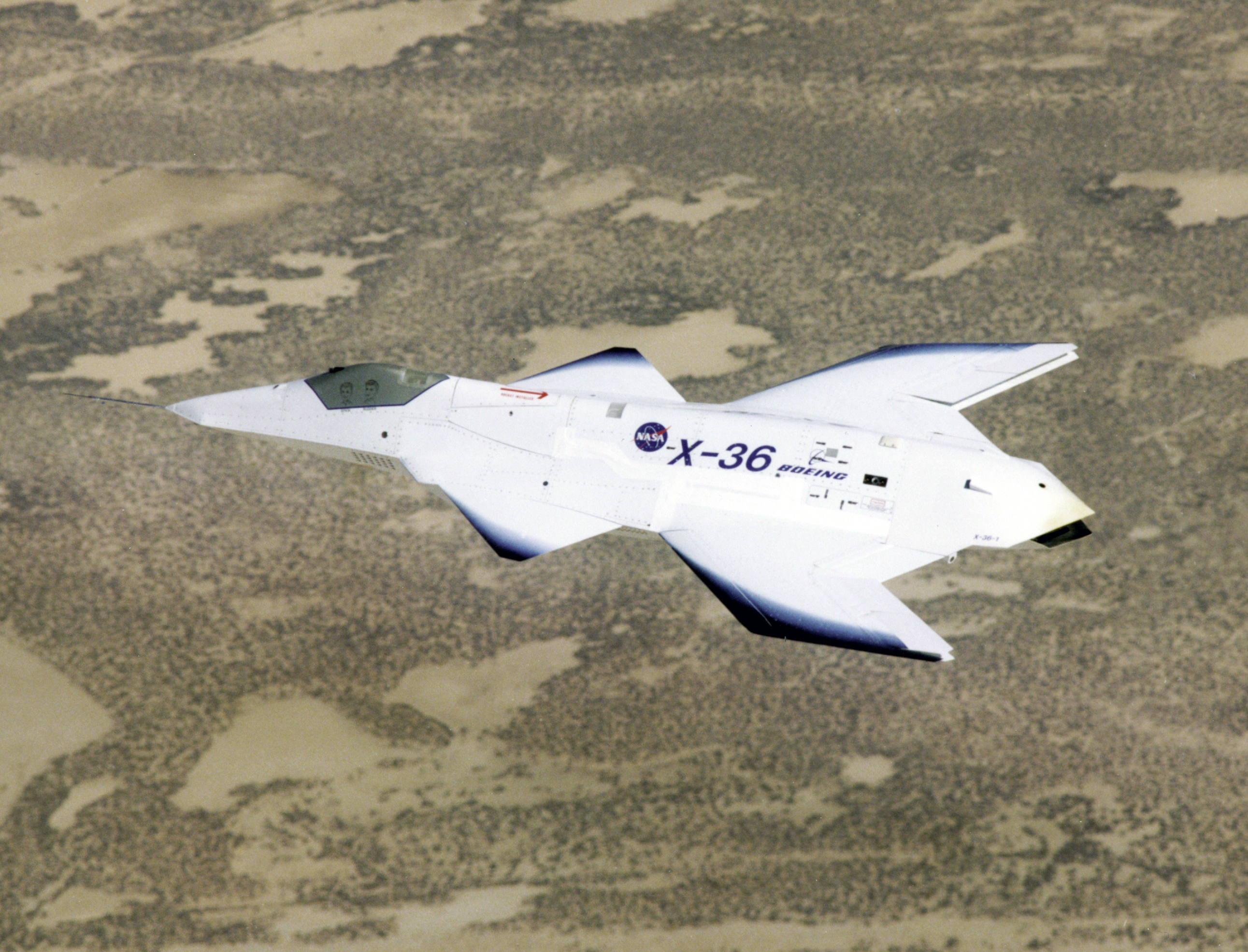
비행 중인 맥도넬 더글라스 / 보잉 X-36

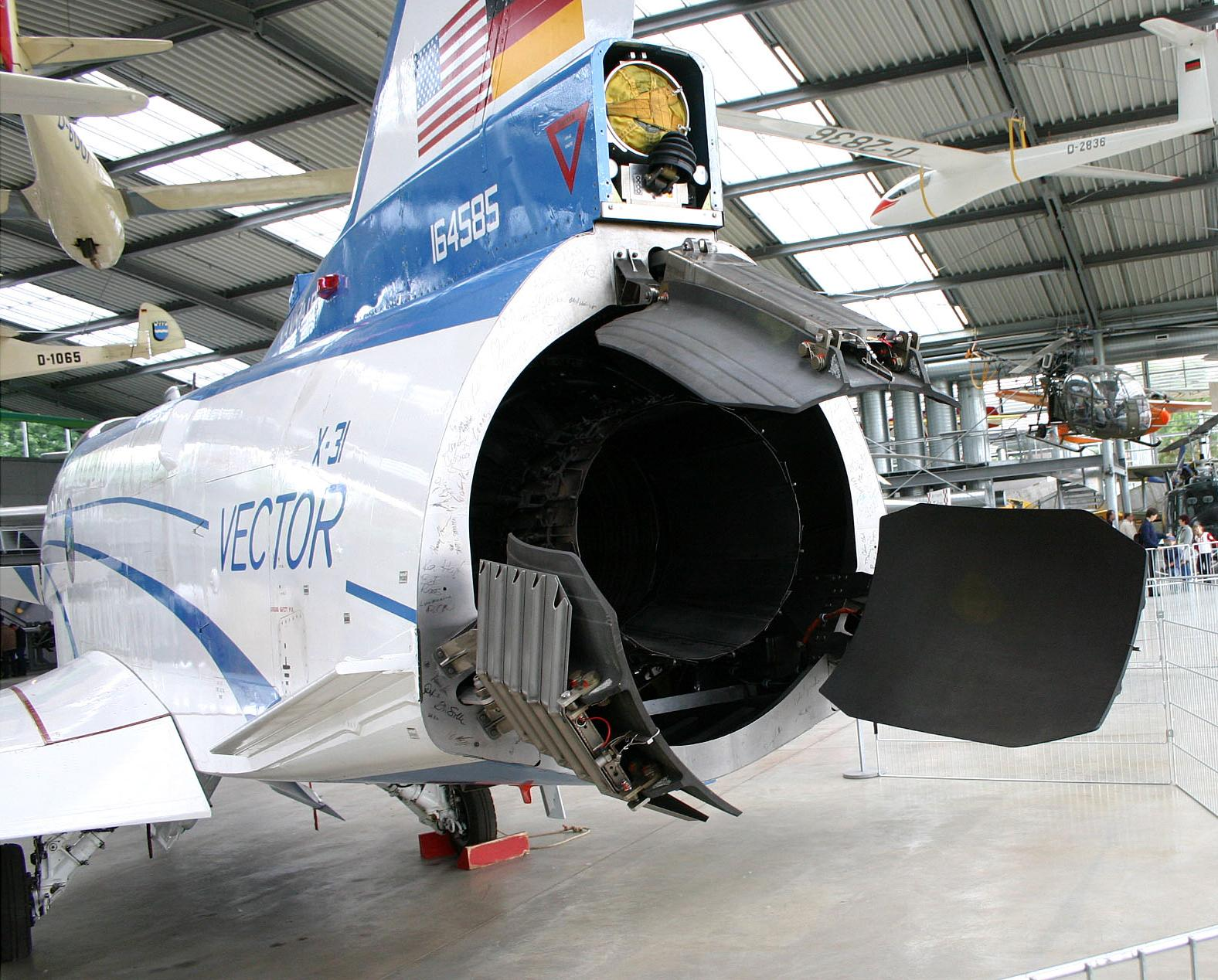
X-31의 추력편향 패들

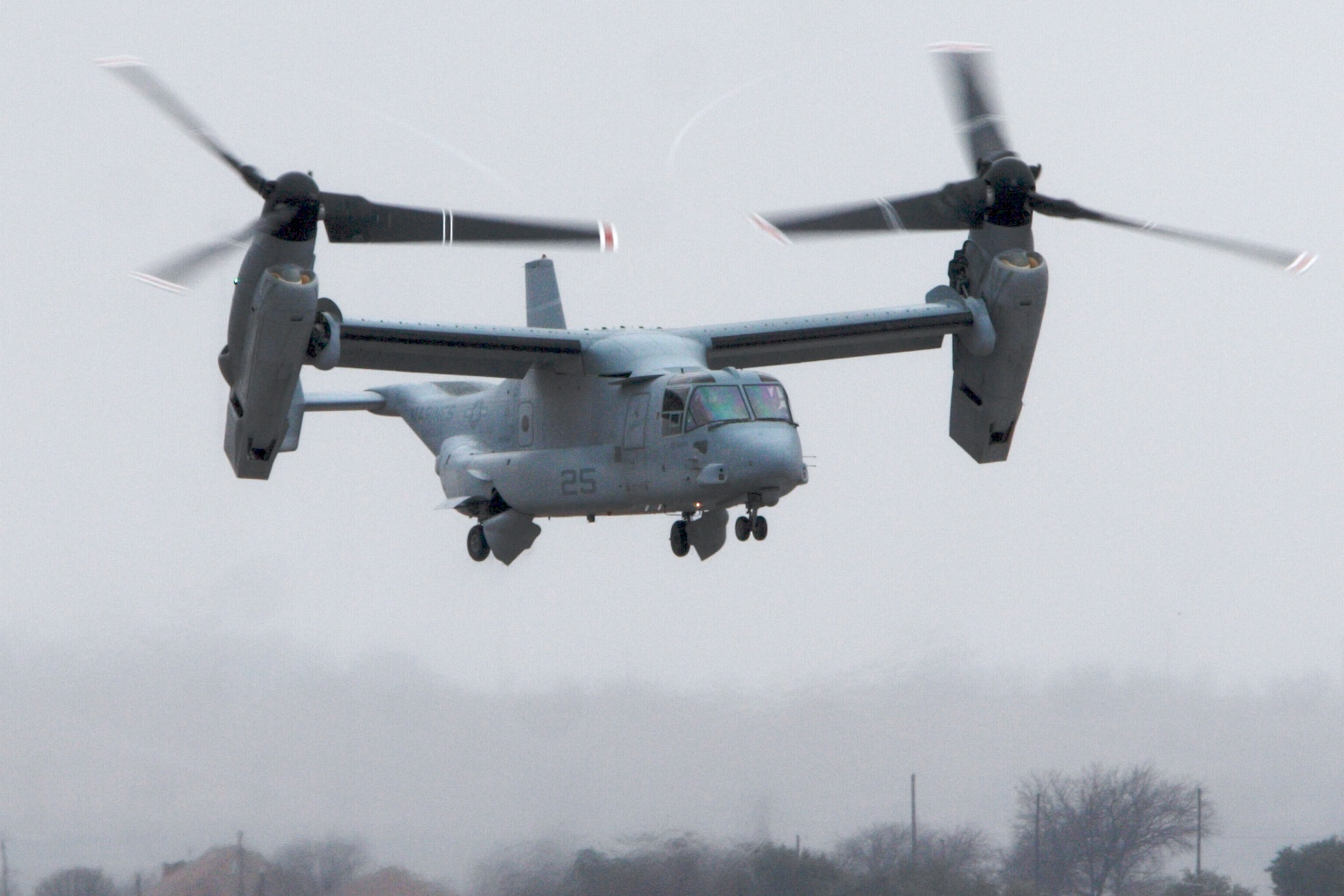
이륙 중인 V-22

추력편향(推力偏向, 영어: thrust vectoring, thrust vector control, TVC)은 비행기의 추력의 방향을 변화시키는 것을 의미한다. 이러한 추진력의 일부로 기체를 들어올리거나 보조날개(Aileron)나 러더(Rudder) 등의 날개의 움직임에만 의지하지 않고 기체의 자세제어가 가능하게 되어, 플라이 바이 와이어(Fly-by-wire)에 의한 제어와 함께 사용하면 운동의 폭을 증가시킬 수 있다. 이러한 이유로 S/VTOL(수직이착륙기)나 근접전(Dog fight)시 기동성이 유구되는 군용기에 적용되는 경우가 많다. 러시아 군사학에서는 주로 가스-동적 스티어링이라고 부른다.

## 개념
고정익기의 추진장치는 프로펠러, 왕복엔진(Reciprocating engine), 제트엔진 등이 있는데, 이러한 엔진은 진행방향에 추력을 발생시키도록 장착되어 있다. 기체(機體)는 통상 들어올려지는 부력의 대부분을 주익에서 얻고, 기체의 자세제어는 꼬리날개의 방향타와 주 날개의 '보조날개'라는 움직이는 날개를 조작하여 조종한다. 하지만, 기체가 어느 정도의 속도를 유지하지 못하면 양력과 항력이 발생하지 않고, 크기·방향·작용점을 유연하게 변경하기도 어려워진다. 그래서, 추진기에서 생성되는 힘을 자세제어와 부양력 생성에도 이용하여 항공기의 운동의 폭을 더욱 확대할 수 있게 된다.

## 실용화
추력편향은 작은 회전반경과 높은 기동성이 요구되는 군용기에 주로 이용되어 왔다. 구상 자체는 항공기가 제작된 초기부터 있었다고 여겨지나, 실용 단계에 도달한 것은 제2차 세계대전 이후의 수직이착륙기(VTOL,Vertical Takeoff and Landing)의 개발에서였다. 이착륙시에는 추력이 직접 기체를 들어올리고, 수평비행에는 추력을 전방으로 변경하도록 설계한 기체가 각국에서 제작, 시험되었다.
이런 종류의 기체에서 추력방향의 변환은 틸트 로터(Tilt rotor)와 해리어와 같이 프로펠러와 또는 제트 분사의 방향을 90도 정도 회전시키는 경우가 많다.
근래에는 제트 전투기의 운영성 향상을 위해 배기 노즐과 배기 패들(paddle)의 방향을 제어하여 추력편향을 실시한다. 이는 '제4세대 제트 전투기'의 기본 요소 중 하나이다. 또한, 연비의 면에서 주목을 받고 있는 전익기의 자세 제어 방법으로서도 효과적이라 생각된다. 기체의 상하방향에 추력편향을 사용하면 비교적 용이한 피칭(pitching; 기수의 상하 이동)이 가능하다. 또한, 좌우로 사용하면 요잉(yawing; 기수의 좌우 이동)도 가능하다. 수직 꼬리날개가 없는 실험기 X-36은 요잉에 추력편향을 사용한다.

## 사용 항공기
추력편향을 사용하고 있는 항공기는 다음과 같다.
호커 시들리 해리어
영국에서 개발된 세계 최초의 실용 수직이착륙 제트기로, 해리어 2는 미해병에서도 사용되었다. 엔진은 1기이지만, 4개의 배기노즐이 있어서 이들을 회전시켜 추력 방향을 전환, 수직이착륙과 수평비행이 가능하다.
V-22 오스프리
처음으로 실용화된 틸트 로터기. 주익의 끝에 로터와 터보샤프트 엔진이 회전되어 추력의 방향을 변화시킨다. 헬리콥터 같은 운용이 가능하며, 고속 장거리 순항능력을 갖추었다.
F-35B
미국이 영국 등과 협력하여 개발중인 스텔스성을 겸비한 다목적 전투기. S/VTOL(수직이착륙) 성능이 있는 것은 B형으로, 배기 덕트를 약 90도까지 굽힐 수 있다.
수호이 Su-37
러시아 Su-27의 개량형으로 피치 방향으로의 추력변경이 가능한 노즐을 갖추었다. Su-27 고유의 높은 운동성에 더하여, 커나드와 추력편향의 조합에 의해 종래의 항공기로는 생각할 수 없는 기동을 실현하였다. 또한, Su-37은 상하방향의 노즐을 제어한다. Su-37의 기술은 Su-30MK 계열에도 사용되었다.
F-15S/MTD와 F-15 ACTIVE
F-15에 커나드와 추력편향 노즐을 사용한 실험기이다. S/MTD기는 피치 방향, ACTIVE는 피치와 요잉 방향의 추력편향이 가능하게 되었다.
F-22
미국의 차세대 주력전투기로, 피치 방향으로 ±20도 편향이 가능한 노즐을 갖추고 있다. 이로부터 운동성이 향상되어, J턴이나 쿨비트라 부르는 기동이 가능하다.
X-31
록웰 인터내셔널사가 제조한 패들식 추력편향장치가 부착된 실험기이다. 피치 방향의 추력편향이 가능하다.
X-36
차세대 전투기용 비행기술을 위한 실험기이다.

## 사용 미사일
추력편향을 사용하고 있는 미사일은 다음과 같다.
철매2
AA-11 아처
S-300
S-400
IRIS-T
AIM-9X 사이드와인더
RIM-66M-5 SM-2MR IIIB
이전 버전에는 추력편향이 없다. 즉, KDX-2에 장착된 RIM-66M-4 SM-2MR IIIA는 추력편향이 없으며, KDX-3에 장착된 RIM-66M-5 SM-2MR IIIB에는 추력편향이 있다.

## 같이 보기
- 수직 이착륙기